# Sergentomyia koraputa
Sergentomyia koraputa är en tvåvingeart som beskrevs av Lewis och Kaul 1987. Sergentomyia koraputa ingår i släktet Sergentomyia och familjen fjärilsmyggor. Inga underarter finns listade i Catalogue of Life.